# Victor Petitjean
Pour les articles homonymes, voir Petitjean.
Victor Petitjean est un homme politique français né le 30 avril 1857 à Cérilly (Allier) et décédé le 19 décembre 1922 à Paris.

## Biographie
Médecin à Decize, il est conseiller municipal, puis conseiller général en 1898. Sénateur de la Nièvre de 1900 à 1920, il est inscrit au groupe de la Gauche démocratique. Son activité parlementaire est assez limitée.
Il est l'un des six vice-présidents du comité exécutif du Parti républicain, radical et radical-socialiste en 1904.